# Templo del Fuego

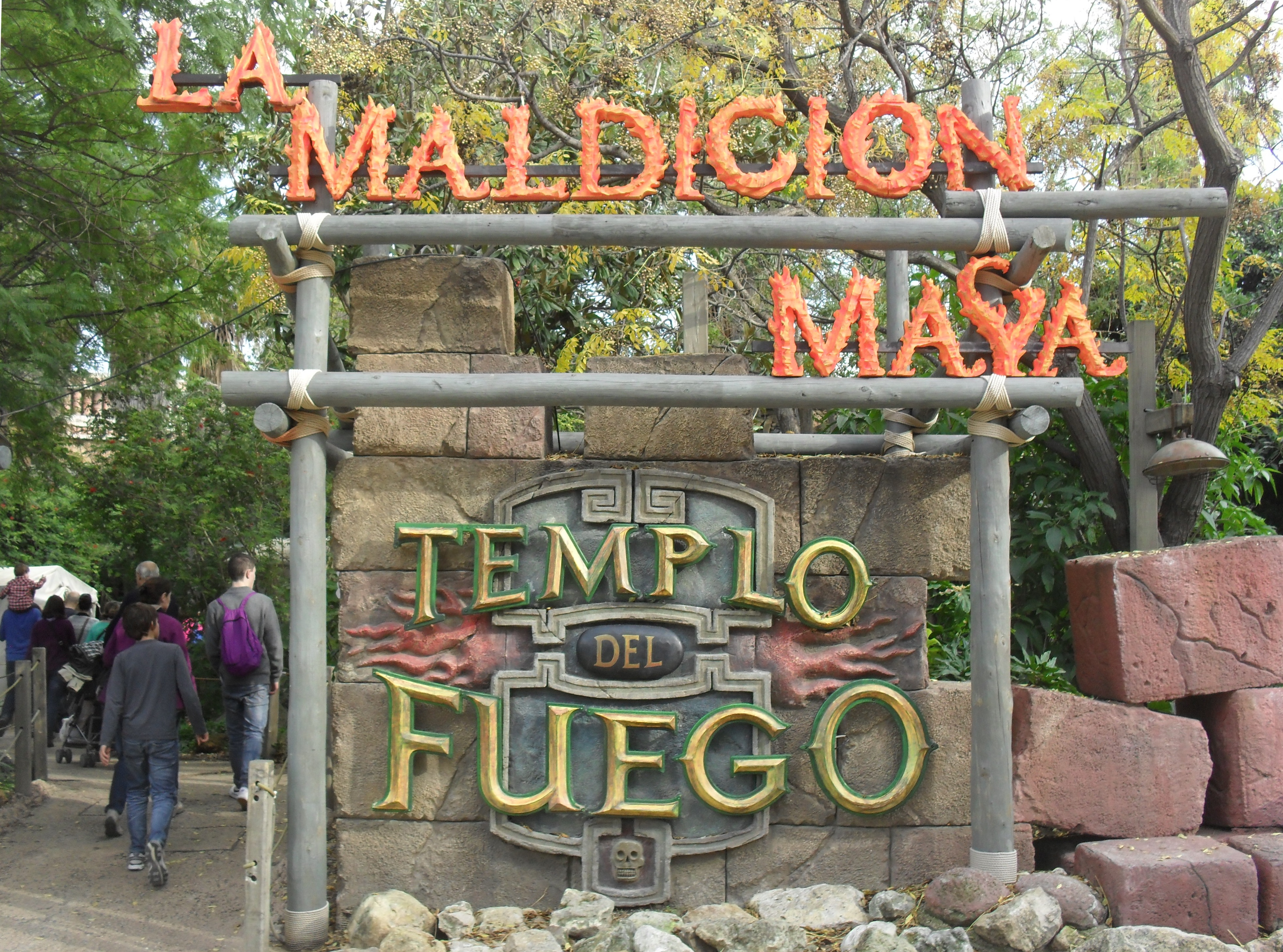
Templo Del Fuego.

El Templo del Fuego es una atracción del tipo Walk-Through del parque temático PortAventura Park, en Salou. En la atracción se simula una expedición en busca de un tesoro en el Templo de Xiuhtecuhtli (dios del fuego de la mitología mexica). Fue inaugurada el 25 de abril de 2001 y costó 36 millones de Euros. El actor Jean-Claude Van Damme junto con la actriz española María Pineda fue el protagonista del evento de inauguración de la atracción.

## Argumento
Cuenta la leyenda que el Templo de Xiuhtecuhtli alberga un increíble tesoro. El equipo de arqueólogos encabezado por la doctora Carmen Cadena se encuentra en las inmediaciones estudiando los pictogramas sin ánimo de lucro. Según ha podido averiguar, los pictogramas dicen: -Desde la Cámara de los Misterios, atravesando el Portal del Temor hasta llegar a la Cámara Real, donde se halla un incomparable tesoro-. Pero, en ese momento aparece el deshonesto mercenario Pablo Pompidou, que quiere el tesoro y nada más. ¿Será capaz de conseguirlo? Puede que llegue hasta él pero, quizá, lo más seguro es que no salga con vida de ahí, y lo peor es que tú irás con él.

## Experiencia
Ya al entrar en la zona de colas te vas adentrando en la jungla y las ruinas del templo, en las tiendas del campamento de los exploradores puedes oír noticias de la radio mexicana. Se llega a la sala de precarga y se pasa a la primera sala, allí un explorador (o dos dependiendo de la temporada o la gente que haya) nos cuenta el objetivo de la misión y como abrir la puerta que conduce a la sala prohibida. Después de algunos hechos misteriosos se consigue abrir la puerta donde se pasa a la sala principal donde el explorador que nos acompaña roba el tesoro, pero la maldición de Xiuhtecuhtli cae sobre los visitantes.

## La maldición Maya (2012)
El 29 de septiembre al 11 de noviembre de 2012  se incorporó un pasadizo de terror llamado "La maldición del fuego". Esta atracción sustituía a "El Diablo". El pasadizo se hizo por las colas del templo del fuego que cubrían para que estuviera oscuro como en "El Diablo". La historia iba sobre la maldición de los mayas aprovechando su supuesta profecía del fin del mundo en 2012.

## Ficha
| Fecha de inauguración | 25 de abril de 2001                                   |
| Zona del Parque       | México                                                |
| Tipo                  | Walk-Through                                          |
| Estado actual         | Abierto desde el 01/07/2023                           |
| Duración              | 20 minutos                                            |
| Capacidad             | 180 personas                                          |
| Altura mínima         | 1,40 m (entre 1 m y 1,40 m, acompañados de un adulto) |
| Acceso Discapacitados | Si                                                    |
| Acceso Express        | Si                                                    |
| Coste                 | 36 millones de Euros                                  |

### Atracciones de PortAventura Park
- Shambhala: Expedición al Himalaya
- Furius Baco
- Dragon Khan
- Grand Canyon Rapids
- Hurakan Condor
- Stampida
- Tomahawk
- El Diablo - El tren de la mina
- Silver River Flume
- Ferrocarril Tour
- Tutuki Splash
- Tami-Tami
- Sea Odyssey
- Fumanchú